# 申惟
申晶㬊（： Shin Jung-hwan，2003年11月7日—），藝名為SHINYU（中文：申惟；： Shin Yu），韓國歌手。 為HYBE旗下公司PLEDIS娛樂推出的男子音樂團體TWS成員，亦為年紀排行第一的成員，在團內擔任隊長、主rap。2024年1月22日，透過迷你專輯《Sparkling Blue》在韓國出道。

## 生涯

### 出道前
2003年11月7日出生於韓國忠清南道禮山郡禮山邑，本貫平山申氏，家中有父母及兩位分別大6歲及大1歲的姐姐。本名申晶㬊（韓語：신정환）由父親所取，寓意清澈與明亮。然而，因為韓文名字與一位喜劇演員申廷煥同名，加上童年時曾使用過申惟（韓語：신유）作為名字，因此他在TWS出道，則選擇使用申惟作為藝名。「惟」字在漢字中具有“只有、唯一、始終如一”的含意，他在此之上進一步賦予了“親友”（在日文中意為“最好的朋友”）的延伸含意。
申惟在小學六年級時曾擔任過學生會會長。最初，他的第一個夢想是成為一名模特，不過他的兩位姐姐鼓勵他成為K-pop偶像，他逐漸感到興趣，並萌生了成為K-pop偶像的想法。在國中期間，他就開始對Rap產生興趣，尤其最喜歡Boom bap風格。在國一時，申惟並不太喜歡去首爾，因此一直住在禮山。某次，二姐邀他去首爾的遊樂園，但他起初拒絕了，不過二姐硬拉著他去，沒想到在旅途中的路上被SM娛樂星探發掘，並短暫成為SM娛樂的練習生。後來，他國三至高一時的期間內轉至BIGHIT MUSIC受訓。之後，申惟參加PLEDIS娛樂的試鏡，演唱Roy Kim〈北斗七星（북두칠성）〉，並且通過試鏡進入該公司成為練習生，出道前累積了近六年的練習生經驗。
申惟因轉學緣故，高中學業延遲一年，2023年2月畢業於里拉藝術高等學校影像音樂內容系表演專業。在校期間，是韓國女團Kep1er成員休寧巴伊葉的同班同學，也是童星演員出身之藝人李采玧的學長，並在就讀二年級時，參與了她的YouTube頻道影片，在影片中申惟表示對作詞及作曲也非常感興趣。

### 2024年至今：TWS時期

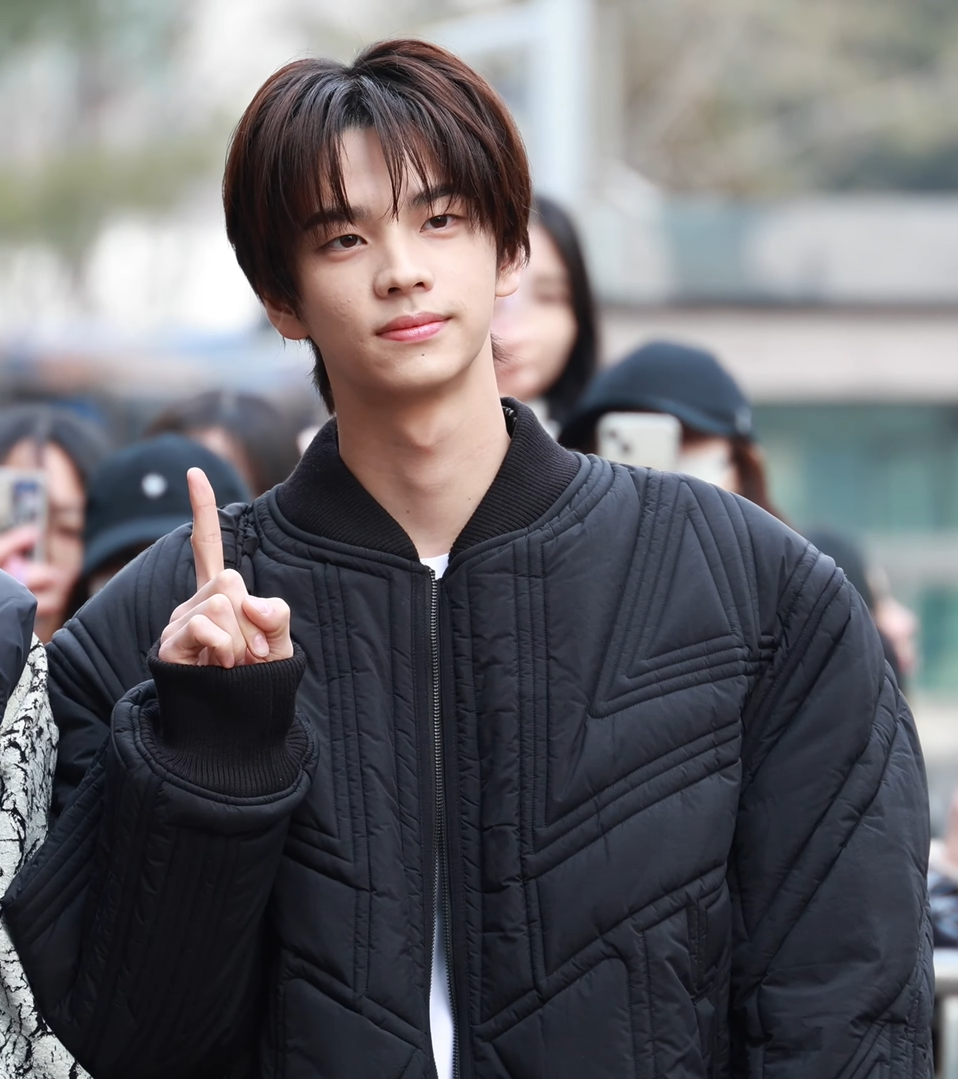
2024年2月2日 迷你一輯《Sparkling Blue》音樂銀行上班路

2024年1月2日，發行出道單曲《Oh Mymy : 7s》。後於1月3日，發布個人影片公布及介紹成員，申惟是團體中第二位公開的成員。TWS的成員們經過每人輪流擔任一日的隊長後，共同決定由申惟擔任隊長。
2024年1月22日，透過發行首張迷你專輯《Sparkling Blue》於韓國正式出道。
2024年4月20日，在韓國企業BRIKOREA所公佈的男團成員品牌評價中首度進入排行榜，即獲得第3名。
2024年6月24日，透過發行第二張迷你專輯《SUMMER BEAT!》進行出道後首次回歸。
2024年6月28日，在《音樂銀行》擔任特別MC，是申惟第一次擔任節目主持人。
2024年10月5日，發布翻唱韓國饒舌歌手Beenzino的歌曲〈Aqua Man〉，是申惟個人首次完整翻唱歌曲，也是團體中第二位發布翻唱歌曲的成員。
2024年11月25日，透過發行第一張單曲專輯《Last Bell》進行出道後第二次回歸。

## 音樂作品
— 所屬團體之作品請參閱 TWS (團體)#音樂作品。

### 翻唱歌曲
| 年份   | 發佈日期 | 歌曲名稱     | 原唱歌手 | 參考   |
| 2024年 | 10月5日  | 〈Aqua Man〉 | Beenzino | [ 19 ] |

## 媒體作品
— 所屬團體之作品請參閱 TWS (團體)#媒體作品。

### 特別主持
| 年份   | 播放日期 | 電視台 | 節目名稱           | 合作藝人      | 備註   |
| 2024年 | 2月20日  | SBS M  | 《THE SHOW》       | 炅潣          | 開場MC |
| 2024年 | 6月28日  | KBS2   | 《音樂銀行》       | 英宰、洪恩採  | 特別MC |
| 2024年 | 7月2日   | SBS M  | 《THE SHOW》       | 炅潣          | 開場MC |
| 2024年 | 7月13日  | MBC    | 《Show! 音樂中心》 | 道勳、志薫    | 特別MC |
| 2024年 | 12月1日  | SBS    | 《人氣歌謠》       | 李瑞、 文成賢 | 特別MC |

## 獎項與榮譽
— 所屬團體之獎項請參閱 TWS (團體)#獎項與榮譽。

### 男團成員品牌評價
| 年份   | 月份 | 排名 | 參考   |
| ------ | ---- | ---- | ------ |
| 2024年 | 4月  | 3    | [ 25 ] |
| 2024年 | 5月  | 29   | [ 26 ] |
| 2024年 | 6月  | 40   | [ 27 ] |
| 2024年 | 7月  | 32   |        |
| 2024年 | 8月  | 42   |        |
| 2024年 | 9月  | 38   |        |
| 2024年 | 10月 | 62   |        |
| 2024年 | 11月 | 71   |        |

## 外部連結
- 官方网站